# Kolar
För andra betydelser, se Kolar (olika betydelser).

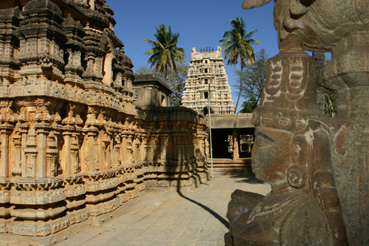
Someshwaretemplet i Kolar.

Kolar (kannada: ಕೋಲಾರ) är en stad i den indiska delstaten Karnataka och är centralort i ett distrikt med samma namn. Folkmängden uppgick till 138 462 invånare vid folkräkningen 2011.